# Sluneční hodiny (album)
Sluneční hodiny jsou třetí studiové album české rockové skupiny Synkopy. Vydáno bylo ve vydavatelství Panton v roce 1981 s katalogovým číslem 8113 0078. Jedná se o první klasické LP této skupiny, neboť předchozí nahrávky byly vydávány pouze jako singly, EP nebo v méně obvyklém formátu desetipalcové gramofonové desky. Synkopy se pódiovým a poté i albovým projektem Slunečních hodin přeorientovaly pod vedením Oldřicha Veselého, který se vrátil z M. efektu, na art rock s výrazným používáním kláves.
Na CD bylo album Sluneční hodiny vydáno poprvé v roce 1999 ve vydavatelství Sony Music/Bonton, podruhé v roce 2007 ve vydavatelství FT Records.

## Seznam skladeb
Hudbu složil(i) Oldřich Veselý. 
| Strana 1 | Strana 1                  | Strana 1       | Strana 1 |
| Pořadí   | Název                     | Text           | Délka    |
| -------- | ------------------------- | -------------- | -------- |
| 1.       | Introdukce                | instrumentální | 2:56     |
| 2.       | Hůl v slunečních hodinách | Vrba           | 7:35     |
| 3.       | Jsi nádherně pravěká      | Vrba           | 6:50     |
| 4.       | Intermezzo                | instrumentální | 2:20     |

| Strana 2       | Strana 2            | Strana 2       | Strana 2 |
| Pořadí         | Název               | Text           | Délka    |
| -------------- | ------------------- | -------------- | -------- |
| 1.             | Černý racek         | Vrba           | 7:45     |
| 2.             | Klávesové extempore | instrumentální | 4:00     |
| 3.             | Vodopád             | instrumentální | 3:35     |
| 4.             | Toulka je oblá      | Vrba           | 7:30     |
| Celková délka: | Celková délka:      | Celková délka: | 42:34    |

## Obsazení
- Synkopy & Oldřich Veselý
  - Oldřich Veselý – syntezátory, clavinet, elektrické piano, elektronické varhany, klavír, zpěv
  - Vratislav Lukáš – akustické kytary, syntezátor, clavinet, violoncello, zpěv
  - Pavel Pokorný – syntezátory, elektronické varhany, elektrické piano, housle, zpěv
  - Emil Kopřiva – elektrická kytara, zpěv
  - Petr Směja – elektrická kytara
  - Jiří Rybář – bicí, perkuse, syntezátor, zpěv